# پیکو بولیوار
پیکو بولیوار (به اسپانیایی: Pico Bolívar) یا قلهٔ بولیوار، کوهی مرتفع واقع در کوه‌های کوردیرا د مریدای رشته‌کوه آند است که در پارک ملی سیرا نوادا در شمال غربی ونزوئلا قرار دارد. این کوه که ارتفاعش را پیشتر ۵۰۰۷ متر می‌دانستند و پس از اندازه‌گیری‌های دقیق ارتفاع آن را ۴۹۸۱ متر تعیین نمودند بلندترین کوه ونزوئلا است.

## نام‌گذاری
پیکو بولیوار به افتخار سیمون بولیوار ونزوئلایی، از رهبران جنبش‌های استقلال‌طلبانه در آمریکای جنوبی چنین نام‌گذاری شده‌است. همچنین تندیس نیم‌تنهٔ برنزی بزرگی از او بر فراز قلهٔ این کوه نصب شده‌است.

## یخچال‌ها
چند یخچال کوچک در ارتفاع ۴۹۰۰ متری پیکو بولیوار قابل مشاهده‌اند با این وجود این یخچال‌ها در حال آب‌شدن و ناپدیدشدن هستند. برای نمونه یخچال اسپخو که در سال ۱۹۵۲ مساحتی در حدود ۲۷ کیلومتر مربع را دربر می‌گرفت در سال ۱۹۹۱ به تنها دو تکهٔ کوچک بدل شده بود یا یخچال ال انسیرو که مساحتش در سال ۱۹۵۲ به ۱۷ کیلومتر مربع می‌رسید اما در سال ۱۹۹۱ تقریباً ۵۰ درصد از مساحت آن کاسته شده بود. یخچال تیمونسیتو نیز که در سال ۱۹۵۲ در حدود ۱۷ کیلومتر مربع مساحت داشت تا سال ۱۹۹۱ به‌طور کامل ناپدید شد.